# Frullania hamiflora
Frullania hamiflora là một loài Rêu trong họ Jubulaceae. Loài này được Herzog & L. Clark mô tả khoa học đầu tiên năm 1953.